# Galavit

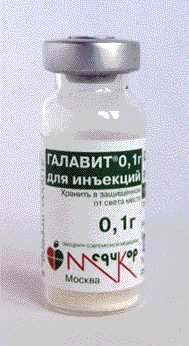
Galavit

Galavit (russisch галавит) ist der Handelsname eines Arzneimittels des russischen Pharmaunternehmens Medicor, das in Russland für die immunmodulierende Behandlung einer Vielzahl von entzündlichen und infektiösen Erkrankungen des Magen-Darm-Traktes, der Atemwege und anderer Organe sowie Folgezuständen nach Operationen zugelassen ist. In Deutschland ist Galavit dagegen nicht zugelassen. Das Mittel geriet zu Beginn der 2000er Jahre in Deutschland in die Schlagzeilen wegen seines äußerst zweifelhaften Einsatzes in der Behandlung von Krebserkrankungen.

## Zusammensetzung und Darreichungsform
Der Wirkstoff von Galavit ist nach Herstellerangabe Aminodihydrophthalazin-Natriumsalz-Dihydrat (Natrium-2-amino-1,4-dioxo-1,2,3,4-tetrahydrophthalazin-3-id 2-Wasser). Die Substanz ist strukturell mit Luminol verwandt. Das Arzneimittel gibt es als Zäpfchen, Sublingualtabletten und Pulver zur Zubereitung einer Injektionslösung.

## Wirksamkeit und Unbedenklichkeit
Der Wirkstoff soll einen stimulierenden Effekt auf das Immunsystem haben. Galavit wurde in Deutschland und der Schweiz intravenös zur alternativmedizinischen Behandlung von Krebserkrankungen verwendet. Ein unabhängiger Wirksamkeitsnachweis bei Krebs fehlt, über die pharmakologischen Eigenschaften, insbesondere auch mit Hinblick auf die Unbedenklichkeit, ist wenig bekannt. Dennoch wurde Galavit gelegentlich als „Wundermittel“ für Schwersterkrankte angepriesen und angeboten. Galavit ist in den Ländern der Europäischen Union nicht als Arzneimittel zugelassen. Das deutsche Bundesinstitut für Arzneimittel und Medizinprodukte warnte 2001 vor seiner Verwendung. Auch die Arzneimittelkommission der deutschen Ärzteschaft und die Deutsche Krebsgesellschaft rieten ausdrücklich von der Verwendung von Galavit ab, die schweizerische Studiengruppe für komplementäre und alternative Methoden bei Krebs äußerte sich kritisch.

## Strafrechtliche Verfolgung
Eine Gruppe von Händlern, die das Präparat zu weit überteuerten Preisen an Krebskranke verkauft hatte, wurde im Jahr 2007 vor dem Landgericht Kassel angeklagt. Der vorbestrafte Drahtzieher und mittlerweile rechtskräftig verurteilte Geschäftsmann Falko Dahms hatte durch den Arzt Dr. med. Eike Rauchfuß Galavit in einer Privatklinik in Bad Karlshafen an die größtenteils mittlerweile verstorbenen Patienten verabreichen lassen. Die drei Hauptbeteiligten wurden am 15. Juli 2008 vom Kasseler Landgericht zu bis zu siebenjährigen Haftstrafen verurteilt. Die Behandlungen fanden teilweise in der Praxis des umstrittenen Mediziners Nikolaus Klehr statt, der ebenfalls wegen der versuchten Einfuhr von Galavit zu einer Geldstrafe verurteilt wurde (Landgericht München, Az. 7 NS 66 Js 20973/00).